# Gouvernement Nizjni Novgorod
Het gouvernement Nizjni Novgorod (Russisch: Нижегородская губерния, Nizjegorodskaja goebernija) was een gouvernement (goebernija) van het keizerrijk Rusland. Het gouvernement ontstond uit het gouvernement Kazan en het gebied van het gouvernement ging op in de kraj Nizni Novgorod. Het gouvernement bestond van 1714 tot 1929. Het gouvernement grensde aan de gouvernementen Vladimir, Kostroma, Vjatka, Siberië, Tambov en Penza. De hoofdstad was Nizjni Novgorod.